# 1915 w literaturze
Wydarzenia literackie w 1915 roku.

## Wydarzenia
- polskie
  - Stefan Żeromski wygłasza odczyt Literatura a życie polskie, w którym postuluje uwolnienie literatury od obowiązków narodowych.
- zagraniczne
  - Powstanie w Moskwie Moskiewskiego Koła Lingwistycznego

## Nowe książki
- polskie
  - Włodzimierz Perzyński – Idylle wojenne i pokojowe troski

- zagraniczne
  - Ryūnosuke Akutagawa – Rashōmon
  - Franz Kafka – Przemiana (Die Verwandlung)

## Nowe poezje
- zagraniczne
  - Richard Aldington - Obrazy 1910-1915 (Images 1910-15)
  - Rupert Brooke - 1914 and Other Poems
  - Władimir Majakowski - Obłok w spodniach (Облако в штанах)
  - Ezra Pound - Cathay

## Nowe prace naukowe
- zagraniczne
  - Heinrich Wölfflin – Podstawowe pojęcia historii sztuki (Kunstgeschichtliche Grundbegriffe)

## Urodzili się
- 1 stycznia
  - François Bondy, szwajcarski pisarz, dziennikarz i wydawca (zm. 2003)
  - Branko Ćopić, serbski poeta i prozaik (zm. 1984)
- 4 stycznia – Tytus Karpowicz, polski pisarz (zm. 2009)
- 20 stycznia – C.W. Ceram,  niemiecki dziennikarz, pisarz i krytyk (zm. 1972)
- 29 stycznia – Halfdan Rasmussen, duński poeta (zm. 2002)
- 31 stycznia – Thomas Merton, amerykański poeta i pisarz (zm. 1968)
- 5 lutego – Margaret Millar, amerykańska pisarka powieści kryminalnych (zm. 1994)
- 11 lutego – Patrick Leigh Fermor, brytyjski pisarz i żołnierz (zm. 2011)
- 12 lutego – Wasilij Ażajew, rosyjski pisarz (zm. 1968)
- 23 lutego – Hiroshi Noma, japoński pisarz, poeta i krytyk literacki (zm. 1991)
- 16 marca – Haldun Taner, turecki prozaik i dramatopisarz (zm. 1986)
- 4 kwietnia
  - Lars Ahlin, szwedzki pisarz (zm. 1997)
  - Jan Drda, czeski pisarz i dramaturg (zm. 1970)
- 7 kwietnia – Henry Kuttner, amerykański pisarz science fiction (zm. 1958)
- 18 kwietnia – Joy Davidman, amerykańska poetka i pisarka (zm. 1960)
- 10 maja – Monica Dickens, angielska pisarka (zm. 1992)
- 27 maja – Herman Wouk, amerykański powieściopisarz (zm. 2019)
- 1 czerwca – Jan Twardowski, polski poeta, duchowny katolicki (zm. 2006)
- 2 czerwca – Lester del Rey, amerykański wydawca i autor fantastyki oraz krytyk fantastyki (zm. 1993)
- 10 czerwca – Saul Bellow, amerykański pisarz, noblista (zm. 2005)
- 4 lipca – Christine Lavant, austriacka pisarka (zm. 1973)
- 19 lipca – Wiera Badalska, polska pisarka i tłumaczka (zm. 1981)
- 29 lipca – Kay Dick, angielska pisarka (zm. 2001)
- 1 sierpnia – Gellu Naum, rumuński poeta, dramaturg, powieściopisarz (zm. 2001)
- 24 sierpnia – James Tiptree Jr., amerykańska pisarka s-f (zm. 1987)
- 5 września – Astrid Hjertenæs Andersen, norweska poetka i tłumaczka z języka węgierskiego (zm. 1985)
- 4 października – Silvina Bullrich, argentyńska pisarka (zm. 1990)
- 17 października – Arthur Miller, amerykański dramaturg (zm. 2005)
- 28 października – Jürgen Thorwald, niemiecki pisarz, dziennikarz i historyk (zm. 2006)
- 31 października – Agnieszka Glinczanka, polska tłumaczka literatury angielskiej (zm. 1979)
- 14 listopada – Concha Zardoya, chilijska poetka i tłumaczka (zm. 2004)
- 15 listopada – Raymond F. Jones, amerykański pisarz science-fiction (zm. 1994)
- 25 listopada – Anna Kłodzińska, polska autorka kryminałów (zm. 2008)
- 3 grudnia – Sero Chanzadian, armeński pisarz (zm. 1998)
- 7 grudnia – Leigh Brackett, amerykańska pisarka i scenarzystka (zm. 1978)
- 13 grudnia – Ross Macdonald, amerykański pisarz kryminałów (zm. 1983)
- 20 grudnia – Aziz Nesin, turecki pisarz (zm. 1995)

## Zmarli
- 11 stycznia – Zygmunt Miłkowski, polski pisarz i publicysta (ur. 1824)
- 13 stycznia – Gaston Arman de Caillavet, francuski dramatopisarz (ur. 1869)
- 26 stycznia – Akaki Cereteli, gruziński poeta, prozaik i publicysta (ur. 1840)
- 4 lutego – Mary Elizabeth Braddon, angielska pisarka (ur. 1837)
- 28 marca – Zygmunt Niedźwiecki, polski prozaik, dziennikarz i tłumacz (ur. 1864)
- 3 kwietnia – Icchok Lejb Perec, polski i żydowski pisarz (ur. 1851)
- 23 kwietnia – Rupert Brooke, angielski poeta (ur. 1887)
- 10 lipca – Waża Pszawela, gruziński pisarz (ur. 1861)
- 9 sierpnia – Jerzy Żuławski, polski pisarz (ur. 1874)
- 5 września – Stanisław Witkiewicz, polski malarz, architekt, pisarz i teoretyk sztuki (ur. 1851)
- 27 września – Remy de Gourmont, francuski poeta, powieściopisarz, erudyta i krytyk literacki (ur. 1858)
- 15 października – Paul Scheerbart, niemiecki pisarz i rysownik (ur. 1863)
- 1 grudnia – Stuart Merrill, amerykański poeta i tłumacz poezji francuskiej (ur. 1863)

## Nagrody
- Nagroda Nobla – Romain Rolland